# Penion benthicolus
Penion benthicolus là một loài large predatory ốc biển]], là động vật thân mềm chân bụng sống ở biển trong họ Buccinidae.